# Sidney Sonnino
Sidney Costantino, Nam tước Sonnino thứ nhất (11 tháng 3 năm 1847 – 24 tháng 11 năm 1922) là chính trị gia người Ý. Ông là Thủ tướng thứ 19 của Ý hai lần, năm 1906 và từ năm 1909 đến năm 1910. Ông còn là Bộ trưởng Ngoại giao trong suốt Thế chiến thứ nhất, đại diện cho Ý năm 1919 tại Hội nghị Hòa bình Paris.